# كان يا ما كان عجائب الفضاء
عجائب الفضاء مسلسل أنمي ياباني فرنسي من انتج عام 1982 ويتكون من 26 حلقة وتمت دبلجة المسلسل للغة العربية في استوديوهات عجمان الخاصة وعرض على اغلب القنوات العربية . وهو من إخراج ألبرت باريل.

## وصلات خارجية
- كان يا ما كان عجائب الفضاء على موقع IMDb (الإنجليزية)
- كان يا ما كان عجائب الفضاء على موقع كينوبويسك (الروسية)
- كان يا ما كان عجائب الفضاء على موقع ألو سيني (الفرنسية)
- كان يا ما كان عجائب الفضاء على موقع قاعدة بيانات الفيلم (الإنجليزية)
- كان يا ما كان عجائب الفضاء على موقع ANN anime (الإنجليزية)